# Austin Deculus
Austin Deculus (Mamou, 2 gennaio 1999) è un giocatore di football americano statunitense che milita nel ruolo di offensive tackle per i New Orleans Saints della National Football League (NFL).

## Carriera

### Houston Texans
Deculus al college giocò a football a LSU, vincendo il campionato NCAA nel 2019. Fu scelto dagli Houston Texans nel corso del sesto giro (205º assoluto) del Draft NFL 2022. Nella sua stagione da rookie disputò 5 partite, nessuna delle quali come titolare.

### New York Jets
Il 13 novembre 2023 Deculus firmò con i New York Jets. Fu svincolato il 27 agosto 2024.

### New Orleans Saints
Il 29 agosto 2024 Deculus firmò con la squadra di allenamento dei New Orleans Saints.